# Камалов, Рафик
Рафик Камалов — имам Кыргызстана. Был убит 7 августа 2006 года в Оше кыргызским спецназом. На тот момент служил главным имамом мечети в Кара-Суу. Власти Кыргызстана подтвердили, что убили трех человек в ходе операции против «исламского фундаментализма» в городе, но не подтвердили и не опровергли смерть Имама Камалова. Чиновники заявили, что погибшие были членами запрещенной организации Исламское движение Узбекистана, несмотря на то, что сам имам Камалов последовательно отвергал это обвинение, заявляя, что более 70 % посетителей его мечети были членами группы, которым он не мог отказать во входе по религиозным мотивам.